# Love Doesn't Know Any Distance
«Love Doesn't Know Any Distance» —en castellano: «El amor no conoce de distancias»— es una canción interpretada por la banda alemana de heavy metal Axxis.  Fue escrita por Bernhard Weiss y Walter Pietsch.  La melodía apareció originalmente en el álbum The Big Thrill, publicado en 1993 por el sello EMI Electrola.

## Descripción
La canción fue elegida como el segundo y último sencillo de The Big Thrill y se lanzó como tal en formato de disco compacto en 1993,  siendo producido por Joey Balin.  En el CD se numeraron dos temas diferentes: «Road to Never Neverland» y «Little Look Back» —traducidos en inglés: «Camino a la tierra de nunca jamás» y «Una pequeña mirada hacia atrás»—, así como la melodía principal en su versión de álbum.

## Lista de canciones
| N.º   | Título                                              | Escritor(es)                    | Duración |  |
| 1.    | «Love Doesn't Know Any Distance» (versión corta)    | Bernhard Weiss / Walter Pietsch | 3:51     |  |
| 2.    | «Road to Never Neverland»                           | Weiss / Pietsch / Harry Oellers | 4:17     |  |
| 3.    | «Little Look Back» (en vivo)                        | Weiss / Pietsch                 | 3:43     |  |
| 4.    | «Love Doesn't Know Any Distance» (versión de álbum) | Weiss / Pietsch                 | 4:56     |  |
| 16:47 |                                                     |                                 |          |  |

## Créditos
- Bernhard Weiss — voz principal y guitarra rítmica.
- Harry Oellers — teclados.
- Walter Pietsch — guitarra líder y coros.
- Werner Kleinhans — bajo.
- Richard Michalski — batería.